# Чхунджон (ван Корьо)
Чхунджон (кор. 충정, 忠定, Chungjeong, Ch'ungjeong); ім'я при народженні Ван Чо (кор. 왕저, 王㫝, Wang Jeo, Wang Chŏ; 1338 — 23 березня 1352) — корейський правитель, тридцятий володар Корьо.
Був другим сином вана Чхунгє. Зійшов на трон 1348 року після смерті свого старшого брата Чхунмока. За його нетривалого формального правління реальну владу в державі тримали в своїх руках впливові родичі королівської сім'ї, в тому числі його матері.
1349 року на володіння Чхунджона почались нищівні набіги японських піратів.
Тим часом значної могутності набув дядько правителя Корьо, Ван Кі. Він мав підтримку при дворі Юань та навіть одружився з тамтешньою принцесою. Невдовзі він повалив Чхунджона й сам зайняв трон під ім'ям Конмин.